# ザ・ホスピタル
『ザ・ホスピタル』（原題：白色巨塔）は、台湾のテレビドラマ。
2006年8月15日から10月8日まで台湾中国電視公司で放送された。日本では2007年10月4日から2008年7月21日までNHK衛星第2テレビジョンで放送された。
原作は台湾の作家侯文詠が1999年に発表した中国語小説『白色巨塔』である。日本の作家山崎豊子が書いた『白い巨塔』とはタイトルが似てるだけで何の関係もなく、国立台湾大学の医師であった侯文詠（国立台湾大学医学博士）の体験に基づく。樋口裕子による日本語訳がドラマと同じ『ザ・ホスピタル』のタイトルで、2007年10月に角川書店から上下巻で発刊された。

## エピソード・サブタイトル
全39話
| 各話   | サブタイトル           | 放送日         |
| ------ | ---------------------- | -------------- |
| 第1話  | 若き外科医             | 2007年10月4日  |
| 第2話  | ふたつの手術           | 2007年10月11日 |
| 第3話  | 白衣の争い             | 2007年10月18日 |
| 第4話  | 大病院の秩序           | 2007年10月25日 |
| 第5話  | 真実のゆくえ           | 2007年11月1日  |
| 第6話  | 見えない友             | 2007年11月8日  |
| 第7話  | これからの二人         | 2007年11月15日 |
| 第8話  | それぞれの孤立         | 2007年11月22日 |
| 第9話  | 孤独な闘い             | 2007年11月29日 |
| 第10話 | 救いの手               | 2007年12月6日  |
| 第11話 | 緊急手術               | 2007年12月13日 |
| 第12話 | 終わりの始まり         | 2007年12月20日 |
| 第13話 | 涙の別離（わかれ）     | 2007年12月27日 |
| 第14話 | 寂しさの限界           | 2008年1月10日  |
| 第15話 | 小さな命               | 2008年1月17日  |
| 第16話 | 医者の良心             | 2008年1月24日  |
| 第17話 | 途切れた時間           | 2008年1月31日  |
| 第18話 | 儚（はかな）い望み     | 2008年2月7日   |
| 第19話 | 運命の日               | 2008年2月14日  |
| 第20話 | 明暗の狭間（はざま）で | 2008年2月21日  |
| 第21話 | 裏切りの序曲           | 2008年2月28日  |
| 第22話 | 逆転の構図             | 2008年3月6日   |
| 第23話 | ひとつの席             | 2008年3月13日  |
| 第24話 | 消せない過去           | 2008年3月20日  |
| 第25話 | 断ち切れぬ愛           | 2008年4月7日   |
| 第26話 | 届かぬ願い             | 2008年4月14日  |
| 第27話 | ねじれた関係           | 2008年4月21日  |
| 第28話 | ぎりぎりの選択         | 2008年4月28日  |
| 第29話 | 恋愛の値打ち           | 2008年5月12日  |
| 第30話 | 閉ざされた道           | 2008年5月19日  |
| 第31話 | 報復の切り札           | 2008年5月26日  |
| 第32話 | 食い違う歯車           | 2008年6月2日   |
| 第33話 | 神様の指               | 2008年6月9日   |
| 第34話 | 残された時間           | 2008年6月16日  |
| 第35話 | 愛する人へ             | 2008年6月23日  |
| 第36話 | あなたのそばで         | 2008年6月30日  |
| 第37話 | 悲しい再会             | 2008年7月7日   |
| 第38話 | 笑顔の別れ             | 2008年7月14日  |
| 第39話 | つながる命             | 2008年7月21日  |

### キャスト
| 役名                                 | 俳優名                            | 吹替え声優   |
| ------------------------------------ | --------------------------------- | ------------ |
| スー・イーホア （蘇怡華）            | 言承旭 （ジェリー・イェン、F4）   | 内田夕夜     |
| グァン・シン （關欣）                | 張鈞甯 （チャン・チュンニン）     | 小林さやか   |
| チュウ・チンチョン （邱慶成）        | 戴立忍 （レオン・ダイ）           | 木下浩之     |
| タン・グォタイ （唐國泰）            | 呉孟達 （ン・マンタ）             | 石田太郎     |
| シュー・ターミン （徐大明）          | 張國柱 （チャン・グォチュー）     | 小川真司     |
| シュー・ツイフォン （徐翠鳳）        | 許安安 （シュー・アンアン）       | 甲斐田裕子   |
| リュウ・シンピン （劉心萍）          | 張惠春 （サヤ）                   | 佐古真弓     |
| マー・イーフェン （馬懿芬）          | 楊謹華 （シェリル・ヤン）         | 佐久間レイ   |
| チェン・クァン （陳寬）              | 唐治平 （タン・ジーピン）         | 三木眞一郎   |
| カン・ウェンリー （康雯麗）          | 廖佩玲 （Linda、リンダ・リャオ）  | 岡村明美     |
| ハオ・シャオガン （郝孝剛）          | 張大鏞 （ジェイソン・チャン）     | 佐藤せつじ   |
| ミン・ビン （明濱）                  | 唐克華 （タン・クーホア）         | 川島得愛     |
| チャオ・チョンミン （趙仲民）        | 乾徳門 （チェン・ダーメン）       | 大塚周夫     |
| ホァン・カイユェン （黄凱元）        | 張復建 （チャン・フージェン）     | 堀勝之祐     |
| ジュアン・ミンジャー （莊銘哲）      | 費翔 （クリス・フィリップ）       | 堀内賢雄     |
| メイジー                             |                                   | 小柳洋子     |
| リャオ・チーシュー （廖其書）        | 修杰楷 （シュウ・ジエカイ）       | 鉄野正豊     |
| アジュン （阿俊）                    | 何豪傑 （ハー・ハオジェ）         |              |
| チェン・ティン （陳庭）              | 張魁 （チャン・クイ）             | 佐々木梅治   |
| ヤン・ムーエン （楊慈恩）            | 倪雅倫 （エマ・ニー）             | 岡本麻弥     |
| ウェイ・ミンジュー （魏明珠）        | 米凱莉 （ミー・カイリ）           | 小林優子     |
| メイチェン （詹美茜）                | 楊文文 （ヤン・ウェンウェン）     | 八十川真由野 |
| ミン （邱敏 / 邱慶成の娘）           |                                   | 久野美咲     |
| アニー （安妮）                      | 簡沛恩 （ポリー・ジェン）         | 落合るみ     |
| シュー・ターミン夫人 （徐大明夫人）  | 柯淑勤 （コー・シュウチン）       | 野沢由香里   |
| ホン・ウェイ （洪威）                | 黄騰徳 （テンダー・ホァン）       | 清水明彦     |
| グァン・ホア （關華）                | 丁寧 （ディン・ニン）             | 朴璐美       |
| ソン・フータン （孫馥堂）            | 黄若白 （ホァン・ルオバイ）       |              |
| ライ・チョンシュイ （頼成旭）        | 劉亮佐 （リュウ・リャンズオ）     | 立木文彦     |
| チャン・イールー （常憶如）          | 姚黛瑋 （ヤオ・ダイウェイ）       | 小山茉美     |
| 総統 / リュウ・ジージェ （劉志傑）   | 梁修身 （リャン・シウシェン）     | 玄田哲章     |
| ワン主任 / ワン・シーピン （王世平） | 鄧安寧 （ダニー・ドン）           | 坂東尚樹     |
| ジュー・ホイイン （朱慧瑛）          | 向麗雯 （シャン・リーウェン）     | 林真里花     |
| トン・ネンウェイ （鄧念瑋）          | 林立洋 （リン・リーヤン）         | 東地宏樹     |
| ジュー・ホイインの母 （朱慧瑛の母）  | 沈海蓉 （シェン・ハイロン）       | 久保田民絵   |
| ジュー・ホイティン （朱慧婷）        | 蔡宓潔 （ツァイ・ミージェ）       | 久嶋志帆     |
| リン・メイシン （林美杏）            | Agnes Monica （アグネス・モニカ） | 大坂史子     |
| チャン・ジェン （張健）              | 尹昭德 （イン・チャオトー）       | 奥田啓人     |
| リュウ・メイユン （劉美雲）          | 沈時華 （シェン・シーホア）       | 土井美加     |
| アルイ （阿蕊）                      | 秋乃華 （チウ・ナイホァ）         | 青木和代     |

### スタッフ
- 原作 - 侯文詠（ホウ・ウェンヨン）
- 監督 - 蔡岳勳（ツァイ・ユエシュン）
- 執行製作 - 于小慧（ユー・シャオホイ）
- 制作 - 揚名影視股份有限公司

### 主題歌
オープニングテーマ
- 『You Are My Only Persistence/你是我唯一的執著』

歌 - 言承旭（ジェリー・イェン）
エンディングテーマ
- 『若かったあの頃/曾經太年輕』

歌 - 藍又時（シャディア・ラン）

### ソフトウェア

#### 書籍
写真集
- 「ザ・ホスピタル 公式写真集」（ジェネオン エンタテインメント 2007年09月28日） ISBN 978-4862354525

台湾ドラマ・ガイド
- 「ザ・ホスピタル」（日本放送出版協会 2007年11月30日） ISBN 978-4144071492

#### CD
販売元はジェネオン エンタテインメント
- 「ザ・ホスピタル オリジナルサウンドトラック」（2007年10月24日）

#### DVD
販売元はジェネオン エンタテインメント
- 「ザ・ホスピタル DVD-BOX Ⅰ」（2008年3月21日）
- 「ザ・ホスピタル DVD-BOX Ⅱ」（2008年6月25日）
- 「ザ・ホスピタル DVD-BOX Ⅲ」（2008年9月26日）

## 原作小説（日本語版）
侯文詠 著、樋口裕子 訳
- ザ・ホスピタル （上） （角川書店、2007年10月） ISBN 978-4-04-791537-4
- ザ・ホスピタル （下） （角川書店、2007年10月） ISBN 978-4-04-791538-1